# برنیتسا (استان اشوی‌داشکسیه)
برنیتسا (به لهستانی: Brynica) یک منطقهٔ مسکونی در لهستان است که در گمینا پیکوشوو واقع شده‌است. برنیتسا ۸۳۰ نفر جمعیت دارد.